# Романівка (Березнегуватська селищна громада)
Рома́нівка — село в Україні, у Березнегуватській селищній громаді Баштанського району Миколаївської області. Населення становить 188 осіб.

## Історія
Станом на 1886 рік в колонії євреїв Грушівської волості Херсонського повіту Херсонської губернії мешкало 1476 особи, налічувалось 83 двори, існували 4 єврейських молитовних будинки та школа.

## Населення

### Мова
Розподіл населення за рідною мовою за даними перепису 2001 року:
| Мова       | Відсоток |
| ---------- | -------- |
| українська | 94,68%   |
| російська  | 3,72%    |
| румунська  | 1,60%    |

## Відомі люди
- Станіслав Заремба — польський математик, професор, академік Польської академії знань, іноземний член АН СРСР (1924); один з найвизначніших представників краківської математичної школи.